# Jeppe Hein
Jeppe Hein (født 1. august 1974 i København) er en dansk kunstner og tidligere assistent hos Olafur Eliasson. 
Han arbejder med rumlige begreber og har bl.a. lavet interaktive springvand. Han deltager på en række store internationale udstillinger og er medinitiativtager til Karrierebar i Kødbyen.
Hein er oprindeligt uddannet tømrer i 1993 og senere uddannet fra Kunstakademiet i København og Staatliche Hochschule für Bildende Künste – Städelschule. Hans atelier er beliggende i Berlin.
I 2012 fik han Robert Jacobsen-prisen, en tysk, international kunstpris til minde om den danske kunstner Robert Jacobsen.